# Une mémoire pour l'oubli
Une mémoire pour l'oubli est un livre autobiographique de Mahmoud Darwich paru en arabe en 1987. Il est traduit en français et publié chez Actes Sud en 1994.

## Sujet du livre
Le livre raconte une journée d'août 1982, lors du Siège de Beyrouth. Il fait la chronique de la ville assiégée, en essayant de se remémorer cette période de chaos. L'auteur est prisonnier de son appartement sous les bombardements ; Beyrouth y apparaît comme un lieu de mémoires communautaires et de petites histoires individuelles. L'écriture représente ainsi « une lutte pour la préservation d'une certaine mémoire, de certains lieux, d'un certain imaginaire, contre ceux qui veulent les effacer ».